# Agostino Ugolini
Agostino Ugolini (Vérone, 1758 - Venise, 1824) est un peintre vénitien d'art sacré.

## Biographie
Il a été l'élève de Gian Battista Burato. Certaines de ses œuvres sont conservées dans la pinacothèque de Rovigo. Sa  tombe  est située dans le cloître de l'église San Bernardino de Vérone.

## Œuvres
- Madonna col Bambino e i Santi Andrea, Annone, Girolamo e Giovanni Battista (1794) ; Cathédrale de Vérone
- Vierge à l'Enfant, pinacothèque de Rovigo.
- Déposition de Croix, Église San Geremia, Venise.
- Retable avec les saints Gaétan et Valentin, Duomo de Lendinara.
- museo civico :
  - Le Pape Clément,
  - Diane et Endimione,
  - Moïse sauvé des eaux.

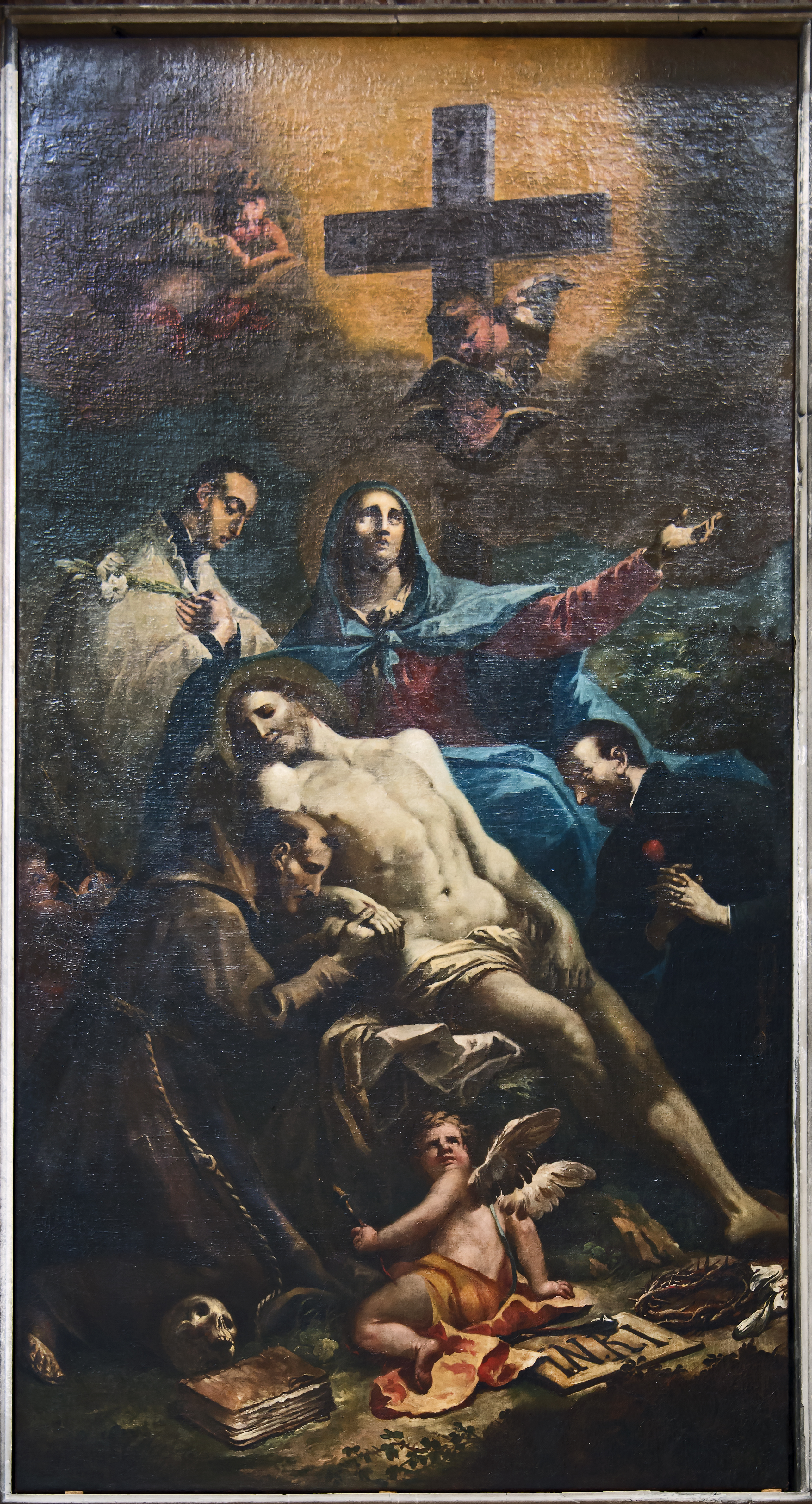
Deposizione di Cristo dalla croce, Église San Geremia